# Sabiñánigo
Sabiñánigo (aragonesisch Samianigo) ist der Hauptort und Verwaltungssitz der gleichnamigen Gemeinde (Municipio) in der Provinz Huesca der Autonomen Gemeinschaft Aragonien. Sabiñánigo gehört zur Comarca Alto Gállego. Die gesamte Gemeinde Sabiñánigo hatte im Jahre 2024 9.592 Einwohner. 

## Geographie
Sabiñánigo liegt 58 Kilometer nördlich der Provinzhauptstadt Huesca zwischen dem Tal des Río Aurín und dem Mittellauf des  Río Gállego. Sabiñánigo liegt im Pyrenäenvorland auf 780 Meter Höhe. 

## Gemeindegliederung
Die Gemeinde besteht neben dem Hauptort Sabiñánigo aus folgenden Dörfern und Weilern: Abellada, Abenilla, Acumuer, Aineto, Alavés, Allué, Arguisal, Arraso, Arruaba, Arto, Artosilla, Aspés, Asqués, Asún, Atós Alto, Atós Bajo, Aurín, Bara, Barangua, Belarra, Bentué de Nocito, Bolás, Borrés, Campares, Cañardo, Cartirana, Castiello de Guarga, Castillo de Lerés, Ceresola, Fablo, Fenillosa, Gésera, Gillué, Grasa, Hostal de Ipiés, Ibirque, Ibort, Ipiés, Isín, Isún de Basa, Jabarrella, Laguarta, Lanave, Lárrede, Larrés, Lasaosa, Lasieso, Latas, Latrás, Layés, Molino de Escartín, Molino de Villobas, Ordovés, Orna de Gállego, Osán, Pardinilla, El Puente de Sabiñánigo, Rapún, Sabiñánigo Alto, San Esteban de Guarga, San Román de Basa, Sandiás, Santa María de Perula, Sardas, Sasal, Satué, Secorún, Senegüé, Solanilla, Sorripas, Used, Villacampa und Yéspola.

## Wirtschaft
Im 20. Jahrhundert entwickelte sich der Ort zu einem touristischen Zentrum, von dem aus viele Skigebiete erreichbar sind. 

## Kultur
- Museo Ángel Orensanz y Artes de Serrablo, das ethnologische Museum, wurde 1979 eröffnet.

## Gemeindepartnerschaften
- Billère,  Frankreich
- Petersberg (Hessen),  Deutschland

## Persönlichkeiten
- Jorge Arcas (* 1992), Radrennfahrer